# Gnathamitermes tubiformans
Gnathamitermes tubiformans är en termitart som först beskrevs av Buckley 1862.  Gnathamitermes tubiformans ingår i släktet Gnathamitermes och familjen Termitidae. Inga underarter finns listade i Catalogue of Life.